# Cyclodinus morawitzi
Cyclodinus morawitzi là một loài bọ cánh cứng trong họ Anthicidae. Loài này được Desbroches des Loges miêu tả khoa học năm 1875.